# Keishi-chō

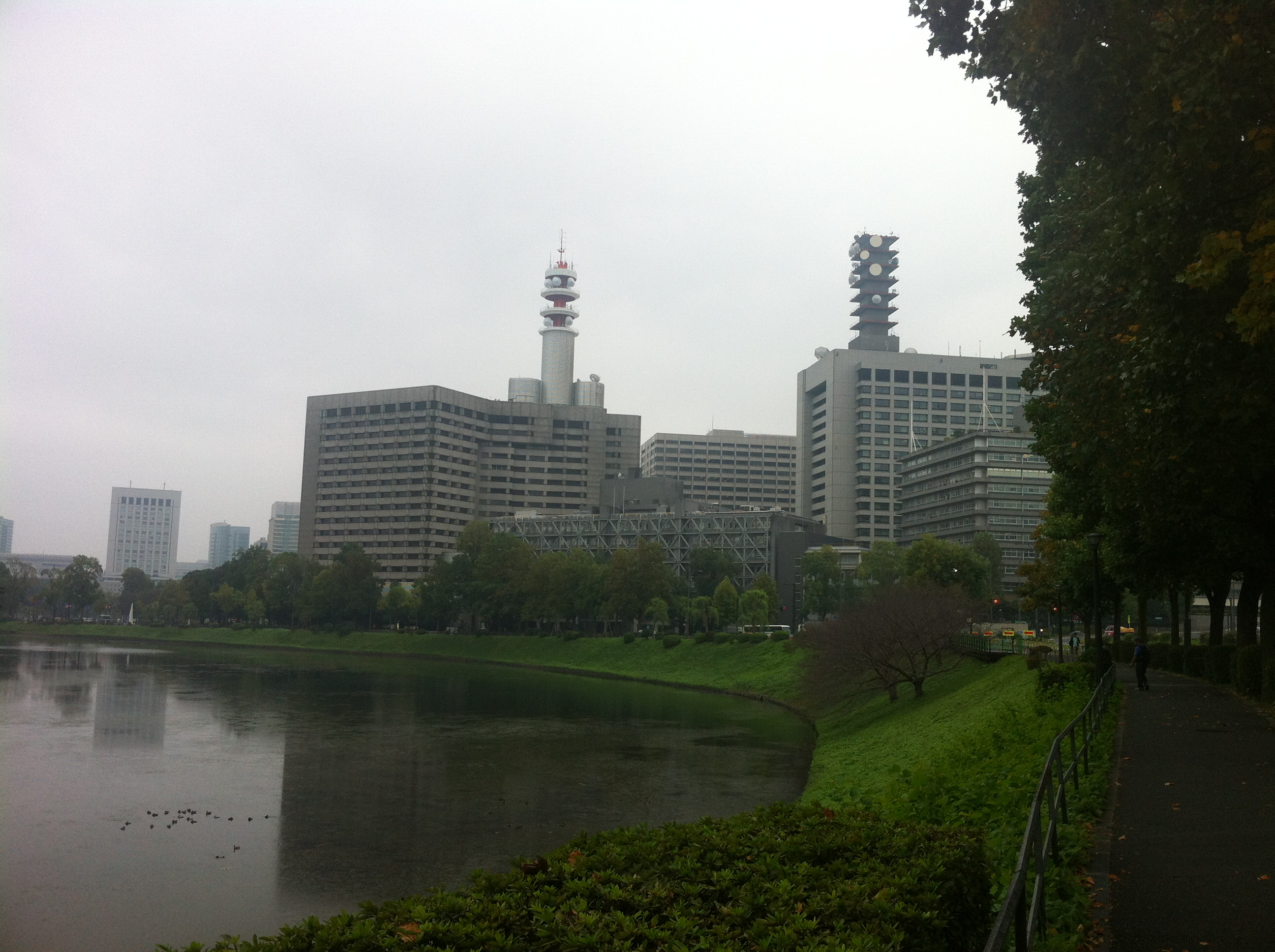
Die Zentrale der Keishi-chō im Tokioter Ministerienviertel Kasumigaseki.

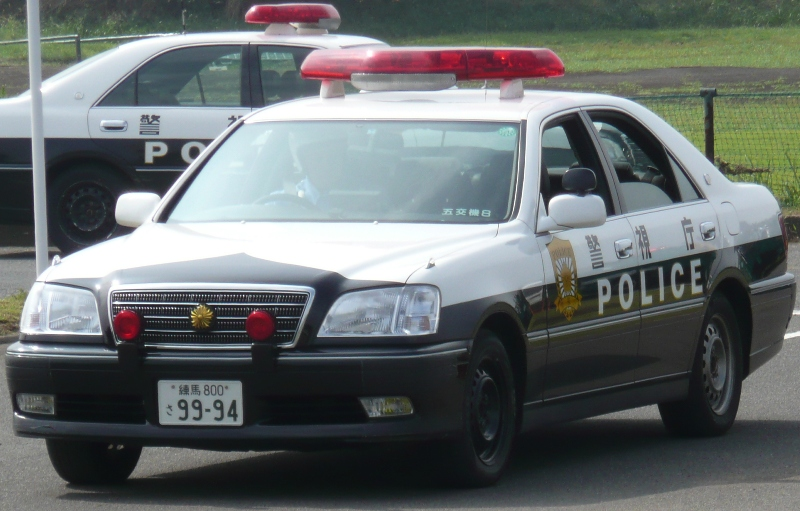
Streifenwagen der Keishi-chō (Toyota Crown).

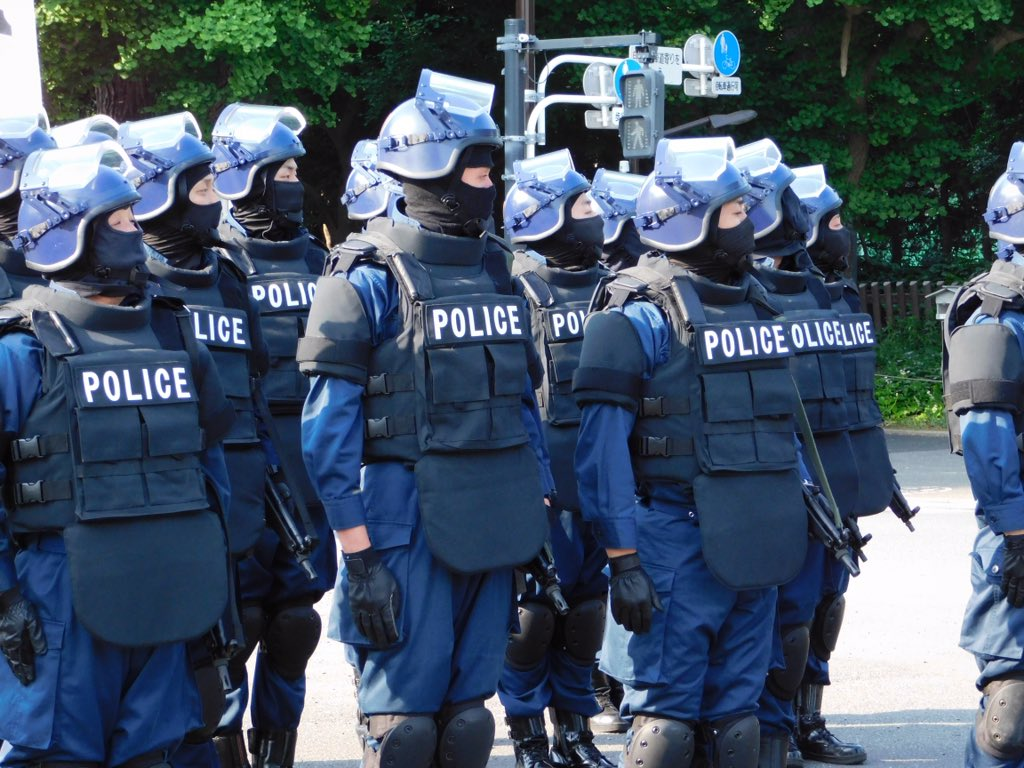
Emergency Response Team (ERT).

Die Keishi-chō (jap. 警視庁; etwa „Polizeibehörde“, nicht mit dem sonst für „Polizei“ üblichen Wort keisatsu; engl. Tokyo Metropolitan Police Department) ist die Polizeibehörde im Sinne eines Polizeipräsidiums der japanischen Präfektur Tokio (engl. "Tokyo Metropolis"; nicht zu verwechseln mit dem Gebiet der ehemaligen Stadt Tokio, geographisch und umgangssprachlich auch nach dem Zweiten Weltkrieg oft ohne den Rest Tokios als eine Stadt Tokio verstanden). Als Keishi-chō bezeichnet man in Tokio aber sowohl das Polizeipräsidium wie die Präfekturpolizei als Ganzes – im Gegensatz zu den anderen 46 Präfekturen (-dō/-fu/-ken), wo die Präfekturpolizei (dō-/fu-/ken-keisatsu) jeweils von einem Präfekturpolizeihauptquartier (dō-/fu-/ken-keisatsu honbu) geführt wird; kollektiv nennt man dagegen die 47 Polizeien der Präfekturen meist Präfekturpolizei[en] (都道府県警察, todōfuken-keisatsu). Mit über 40.000 Polizisten ist die von Tokio die größte Präfekturpolizei des Landes.

## Geschichte
Eine bereits gleichnamige Behörde wurde am 15. Januar 1874 vom Innenministerium nach Vorbild der Polizeipräfektur von Paris gegründet, basierend auf Vorschlägen von Kawaji Toshiyoshi, der auch der erste Polizeipräsident von Tokio wurde.
In der US-geführten Besatzungszeit war die 1948 neu organisierte Keishi-chō als kommunale Polizei nur noch für die [Sonder-]Bezirke (die ehemalige Stadt Tokio) zuständig und unterstand der „Sonderbezirkskommission für öffentliche Sicherheit“ (tokubetsu-ku kōan iinkai), die aber von Präfekturparlament und Gouverneur berufen wurde, nicht von den Sonderbezirksverwaltungen; daneben gab es eigenständige, den jeweiligen kommunalen Sicherheitskommissionen unterstellte Gemeindepolizeien (shi-/chō-/son-keisatsu) in anderen größeren Gemeinden in Tokio; für die Präfektur als Ganzes (die Gemeinden ohne eigene kommunale Polizei) und die Polizei des Kaiserpalasts war das Tokioter Hauptquartier der Landpolizei (国家地方警察東京都本部, kokka chihō keisatsu Tōkyō-to honbu) verantwortlich. Nach dem Polizeigesetz von 1954, das die stark dezentralisierte Organisation wieder teilweise zentralisierte und in Präfekturpolizeien bündelte, ist die Keishi-chō die Polizei der gesamten Präfektur Tokio, grundsätzlich wie in anderen Präfekturen unter Aufsicht der Präfekturkommission für öffentliche Sicherheit (to kōan iinkai), aber wegen der Hauptstadtfunktionen mit direkten Eingriffsmöglichkeiten der Zentralregierung.

## Organisation
Anders als die Polizeien der 46 übrigen Präfekturen operiert die Keishi-chō wegen ihrer Verantwortung für die Hauptstadt nicht nur unter Aufsicht der präfektureigenen Tokioter und der Nationalen Kommission für Öffentliche Sicherheit; auch der Premierminister muss der Ernennung des Behördenleiters zustimmen. Neben der Polizei von Hokkaidō ist sie außerdem die einzige, die nicht einem der sieben „regionalen Polizeibüros“ (kanku keisatsu-kyoku) zugeordnet ist.
An der Spitze der Keishi-chō steht der keishi-sōkan (警視総監, engl. Superintendent General) als Polizeipräsident, der von der Nationalen Kommission für Öffentliche Sicherheit mit Zustimmung des Premierministers und der Tokioter Kommission für Öffentliche Sicherheit ernannt wird. Der Behörde unterstehen neun Abteilungen und die Tokioter Polizeischule, die ihren Sitz seit 2001 in der Stadt Fuchū hat. Dort befindet sich auch die Polizeihochschule (Keisatsu Daigaku), die aber der nationalen Polizeibehörde unterstellt ist.
Die Präfektur ist in zehn Polizeibezirke unterteilt, denen die rund 100 Polizeireviere und über 800 Kōban zugeordnet sind. Zum Polizeibezirk 1, der für die inneren Bezirke Chiyoda, Chūō, Minato sowie die Izu- und Ogasawara-Inseln zuständig ist, gehört auch das Tōkyō-wangan-keisatsusho, das „Polizeirevier für die Küste der Bucht von Tokio“, das die Aufgaben der früheren Tokioter Hafen- und Wasserpolizei (suijō-keisatsusho) übernommen hat. Die Bezirke 2 bis 7 und 10 teilen sich das übrige Gebiet der früheren Stadt Tokio. Die Bezirke 8 und 9 umfassen die Städte und Gemeinden im Westen der Präfektur (Tama-Gebiet).
Die Tokioter Polizei verfügt über mehr als 1.300 Streifenwagen, über 900 Motorräder, 14 Helikopter, 25 Patrouillenboote sowie 15 Pferde.
Einsatzhundertschaft der Tokioter Polizei sind die neun „mobilen Einheiten“ (Kidō-tai), deren Vorläufer (特別警備隊, tokubetsu keibi-tai) auf das Jahr 1933 zurückgeht, und die „Einheit für Spezialfahrzeuge“ (特科車両隊, tokka sharyō-tai). Zusätzlich zu den Anti-Feuerwaffen-Trupps einschließlich des Emergency Response Teams (ERT), das als Teil der mobilen Einheiten eingesetzt wird, werden die SAT-Einheiten auch als die genauesten Spezialeinheiten organisiert.